# Buddy Carter
Earl Leroy Carter, detto Buddy (Port Wentworth, 6 settembre 1957), è un politico statunitense, membro della Camera dei Rappresentanti per lo stato della Georgia.

## Biografia
Nato e cresciuto in Georgia, Carter lavorò come farmacista dopo gli studi e successivamente entrò in politica con il Partito Repubblicano. Attivo nella politica locale della città di Pooler, nel 1996 ne venne eletto sindaco e mantenne l'incarico fino al 2004, anno in cui fu eletto all'interno della Camera dei Rappresentanti della Georgia. Quattro anni dopo Carter venne eletto all'interno del Senato di stato della Georgia e successivamente, nel 2014, si candidò alla Camera dei Rappresentanti per il seggio lasciato vacante da Jack Kingston, candidatosi infruttuosamente al Senato. Carter riuscì a vincere le elezioni e divenne quindi deputato.